# Byluthumbaraguddi, Kudligi
Byluthumbaraguddi là một làng thuộc tehsil Kudligi, huyện Bellary, bang Karnataka, Ấn Độ.